# آلبرتو رونکی
آلبرتو رونکی (به ایتالیایی: Alberto Ronchey)؛ (۲۶ سپتامبر ۱۹۲۶ – ۵ مارس ۲۰۱۰) روزنامه‌نگار، مقاله‌نویس و سیاستمدار ایتالیایی بود.
او از سال ۱۹۹۲ تا ۱۹۹۴ وزیر میراث فرهنگی و فعالیت‌های ایتالیا در کابینه جولیانو آماتو و در ادامه کابینه کارلو آدزلیو چیامپی بود. او از سال ۱۹۹۴ تا ۱۹۹۸ رئیس آرسی‌اس بود.
در طول دوران وزارت او، قانون شماره ۴ مورخ ۱۴ ژانویه ۱۹۹۳ (معروف به قانون رونچی) در مورد مدیریت خدمات اضافی در مؤسسات دولتی هنر و آثار باستانی ابلاغ شد.

## آثار
- خودمختاری‌های منطقه‌ای و قانون اساسی میلان، بوکا، ۱۹۵۲.

- آب شدن روسیه میلان، گارزانتی، ۱۹۶۳.

- روس‌ها و چینی‌ها. میلان، گارزانتی، ۱۹۶۵.

- آخرین آمریکا. میلان، گارزانتی، ۱۹۶۷.

- دیدگاه‌های اندیشه سیاسی معاصر. تورین، ۱۹۷۰.